# Hội đồng Nobel

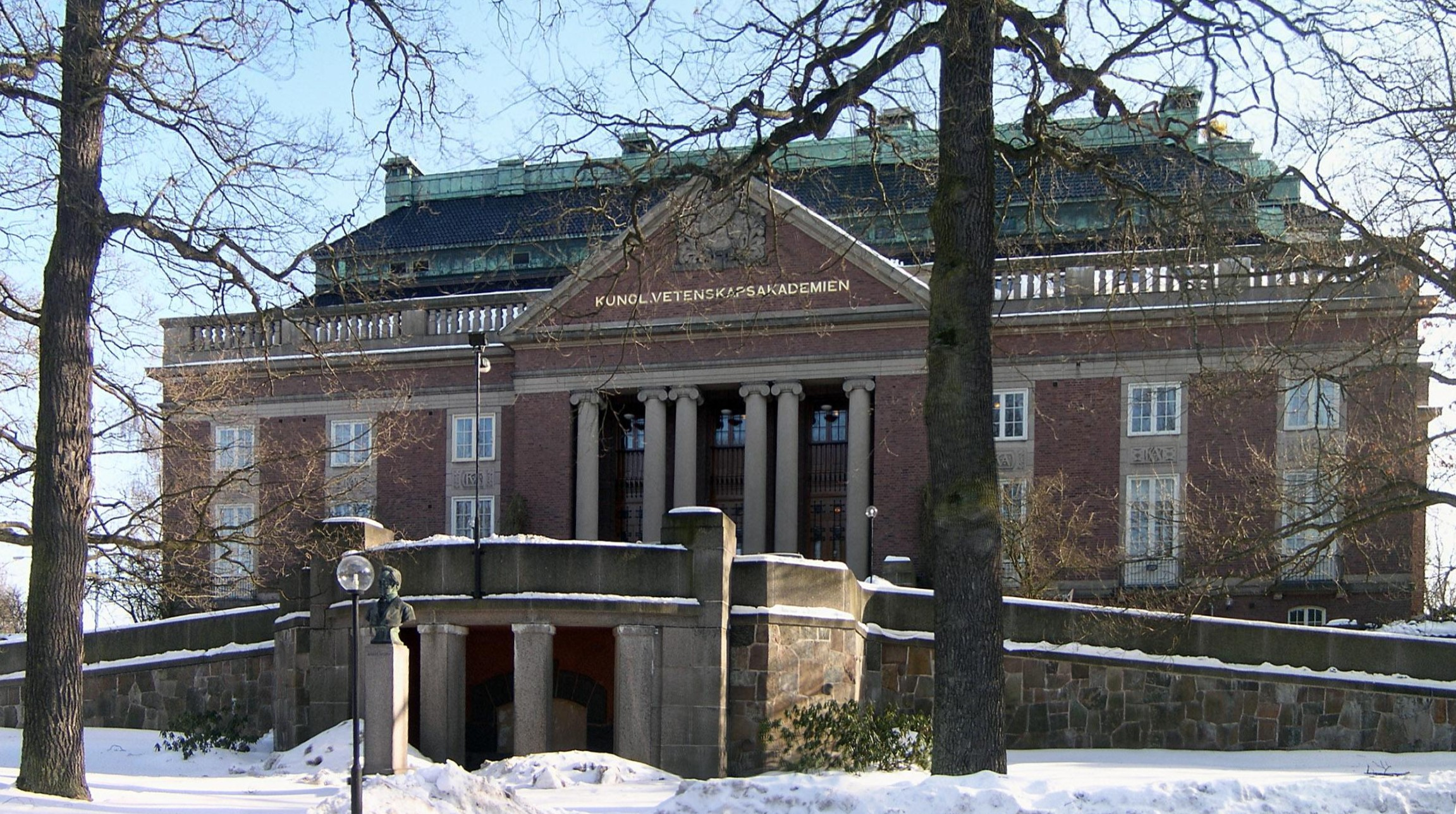
Hai trong số những hội đồng Nobel được nói đến ở đây là vật lý, và hóa học, cũng như Hội đồng trao giải về nền kinh tế, đang nằm ở Thụy Điển.

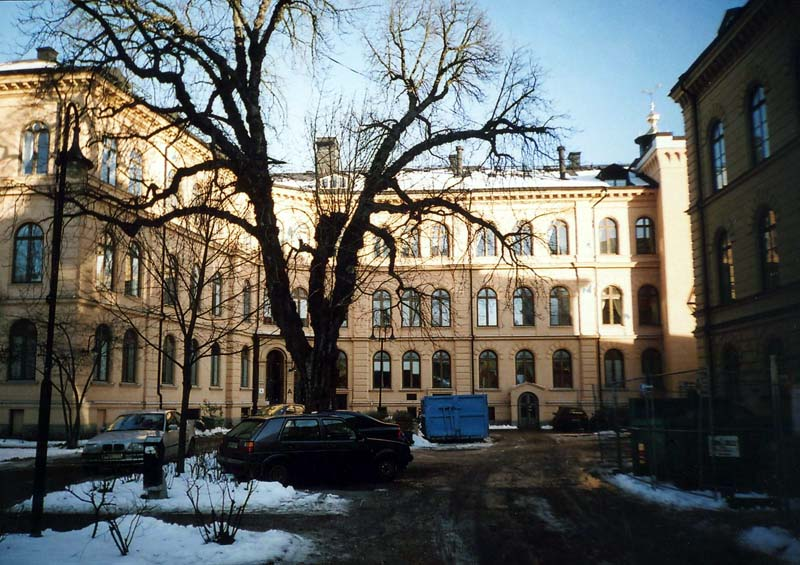
Hội đồng giải Nobel Sinh và Y học nằm ở Karolinska.

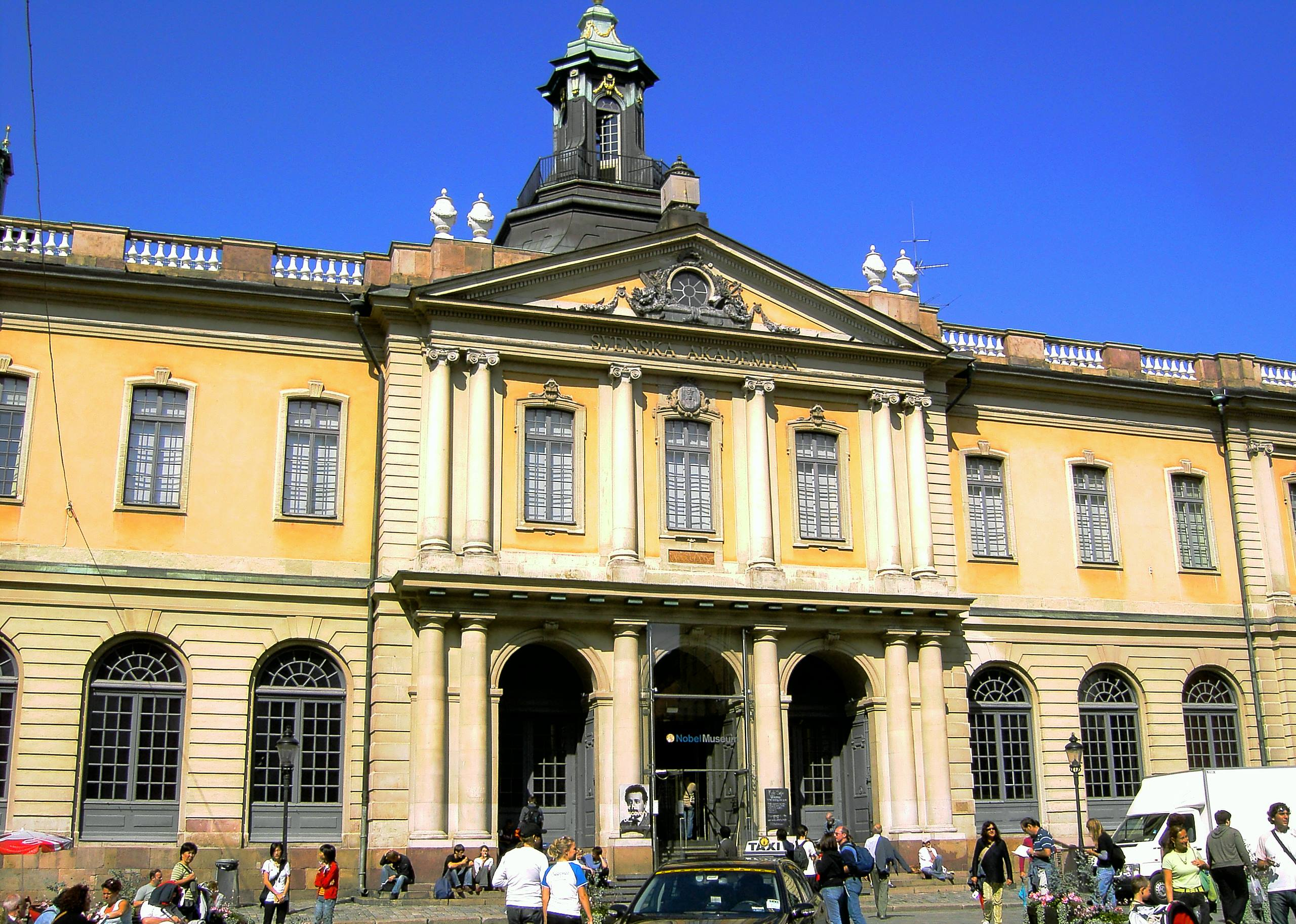
Hôi đồng giải Nobel Văn học nằm ở Học viện Thụy Điển.

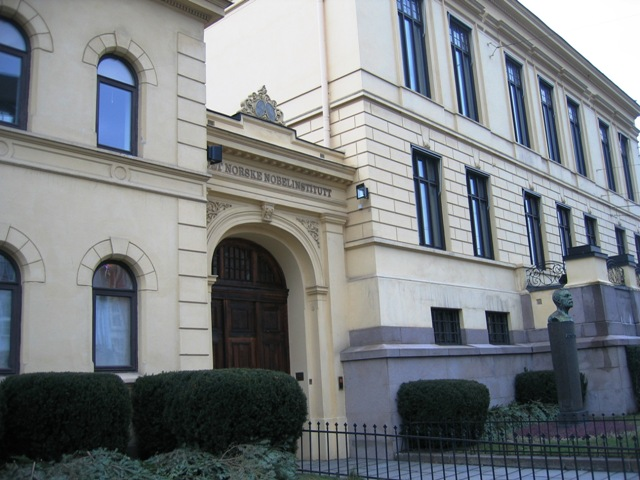
Ủy ban Nobel Na Uy, do Quốc hội chỉ định, có cơ quan hỗ trợ riêng dưới hình thức Viện Nobel Na Uy.

Hội đồng Nobel (tiếng Anh: Nobel Committee) là một cơ quan làm việc, chịu trách nhiệm cho hầu hết các công việc liên quan đến việc lựa chọn người đoạt Giải thưởng Nobel. Có năm Ủy ban Nobel, một ủy ban đại diện cho mỗi giải Nobel.
Bốn trong số các ủy ban này (dành cho các giải vật lý, hóa học, sinh lý học hoặc y học, và văn học) là các cơ quan làm việc trong các tổ chức trao giải của họ, Viện Hàn lâm Khoa học Hoàng gia Thụy Điển, Viện Karolinska và Học viện Thụy Điển. Bốn Ủy ban Nobel này chỉ đề xuất những người đoạt giải, trong khi quyết định cuối cùng được đưa ra trong một cuộc họp lớn hơn. Hội đồng này bao gồm toàn bộ học viện cho các giải thưởng vật lý, hóa học, và văn học, cũng như 50 thành viên của Hội đồng Nobel tại Viện Karolinska cho giải thưởng về sinh lý học hoặc y học.
Hội đồng Nobel thứ 5 là Ủy ban Nobel Na Uy, chịu trách nhiệm cho Giải Nobel Hòa bình. Ủy ban này có trách nhiệm tìm ứng viên và đông thời quyết định người đoạt giải.

## Ủy ban Nobel Na Uy 2022
Các thành viên
- Berit Reiss-Andersen (Chủ tịch)
- Anne Enger
- Asle Toje (Phó chủ tịch)
- Olav Njølstad (Thư ký)
- Kristin Clemet
- Jørgen Watne Frydnes